# Forn de terrisser de la Font dels Arbres
Forn de terrisser de la Font dels Arbres és un forn del municipi del Port de la Selva inclòs en l'Inventari del Patrimoni Arquitectònic de Catalunya.

## Descripció
Situat a ponent del nucli urbà de la població del Port de la Selva, dins el quilòmetre 7 de la carretera GIP-6041, al costat de la via i de la font dels Arbres, i a escassa distància del mas de la Pallera.
Forn situat en el mateix marge on hi ha la font, el qual està reforçat per un mur de pedra de diverses mides, disposades en filades regulars. El forn es troba soterrat i presenta una planta més o menys rectangular formada per dues galeries cobertes amb voltes apuntades excavades al terreny. La façana, orientada a tramuntana, presenta un arc rebaixat bastit amb lloses de pissarra disposades a sardinell, a la part baixa del qual hi ha les dues entrades a les galeries del forn. Aquestes obertures són rectangulars amb la part de la llinda més ampla que la resta de l'obertura. Centrada damunt l'arc hi ha una fornícula pentagonal molt aprofundida, feta amb lloses llargues i primes.
La construcció és bastida en rebles sense treballar o desbastar lligats amb morter i amb l'argila cuita procedent de l'activitat del forn.

## Història
El Forn de Terrisser de la Font dels Arbres o de la bassa és datat als segles XVI-XVIII. Alguns autors han identificat aquest forn amb el que servia per fer els rajols necessaris per a les refeccions dels edificis del monestir de Sant Pere de Rodes.